# Samir Moussaoui
Pour les articles homonymes, voir Moussaoui.
Samir Moussaoui (en arabe : سمير موسوي) né le 15 mai 1975 à Bordj Bou Arreridj est un athlète algérien, spécialiste du 5 000 m.

## Biographie
Il a atteint deux finales olympiques, terminant 16e au 10 000 mètres aux Jeux olympiques d'été de 2000 et 14e au 5 000 mètres aux Jeux olympiques d'été de 2004. Il a également remporté une médaille de bronze au 5 000 m aux Jeux de la solidarité islamique de 2005.

## Palmarès
| Date | Compétition                            | Lieu          | Résultat | Épreuve         | Temps    |
| ---- | -------------------------------------- | ------------- | -------- | --------------- | -------- |
| 1997 | Championnats du monde de cross-country | Turin         | 77e      | longue distance | 37.38    |
| 1998 | Championnats du monde de cross-country | Marrakech     | 48e      | longue distance | 36.28    |
| 1999 | Championnats du monde de cross-country | Belfast       | 80e      | longue distance | 43.20    |
| 1999 | Championnats du monde                  | Séville       | 27e      | 10 000 m        | 30:20.24 |
| 2000 | Championnats du monde de cross-country | Vilamoura     | 20e      | longue distance | 36.26    |
| 2000 | Jeux olympiques                        | Sydney        | 16e      | 10 000 m        | 28:17.25 |
| 2001 | Championnats du monde de cross-country | Ostende       | 39e      | longue distance | 41.38    |
| 2002 | Championnats du monde de cross-country | Dublin        | 41e      | longue distance | 36.49    |
| 2004 | Championnats du monde de cross-country | Bruxelles     | 26e      | courte distance | 12.06    |
| 2004 | Championnats d'Afrique du Nord         | Rabat         | 2e       | courte distance | 12.41    |
| 2004 | Jeux olympiques                        | Athènes       | 14e      | 5 000 m         | 14:02.01 |
| 2005 | Championnats du monde de cross-country | Saint-Étienne | 40e      | courte distance | 12.28    |
| 2005 | Championnats d'Afrique du Nord         | Biskra        | 3e       | longue distance | Inconnu  |
| 2005 | Championnats d'Afrique du Nord         | Biskra        | 1er      | courte distance | 11.22    |
| 2005 | Jeux de la solidarité islamique        | La Mecque     | 3e       | 5 000 m         | 14:12.84 |
| 2006 | Championnats du monde de cross-country | Fukuoka       | 37e      | longue distance | 37.22    |

### Records personnels
- 3 000 m - 7:44.43 (5 septembre 2004)
- 5 000 m - 13:18.99 (31 juillet 2004)
- 10 000 m - 28:01.34 (30 juillet 1999)